# Liste der Gedenktafeln in Berlin-Wilhelmsruh
Die Liste der Gedenktafeln in Berlin-Wilhelmsruh enthält die Namen, Standorte und, soweit bekannt, das Datum der Enthüllung von Gedenktafeln.
Die Liste ist nicht vollständig.

## Wilhelmsruh
| Bild | Name                              | Standort               | Datum der Enthüllung |
| ---- | --------------------------------- | ---------------------- | -------------------- |
|      | Ausländerlager Schönholz          | Germanenstraße 1       |                      |
|      | Bahnhof Wilhelmsruh               | Kopenhagener Straße 77 |                      |
|      | Freiwillige Feuerwehr Wilhelmsruh | Edelweißstraße 35      |                      |
|      | Heidekrautbahn                    | Kopenhagener Straße 77 |                      |
|      | Anna Reinicke                     | Schillerstraße 50      |                      |